# Эритрейский талер
Эритре́йский та́лер, таллеро, быр (итал. tallero) — серебряная монета, выпускавшаяся в Италии для её колонии Эритреи в период с 1890 по 1941 год. Монета являлась подражанием талеру Марии Терезии (общий вес — 28,125 г при чистом весе 22,5 г серебра) и равнялась 5 лирам или 500 чентезимо (итал. centesimi).

## Монеты Эритреи до введения талера
С 1557 по 1865 год Эритрея была частью Османской империи, с 1865-го находилась под властью Египта. На её территории имели хождение турецкие и египетские монеты.
В XVIII — первой половине XX века самой популярной монетой на территории современной Эритреи был талер Марии Терезии, разновидность австрийского конвенционного талера 1753 года, который выпускался сначала в качестве инструмента внутреннего денежного обращения, но затем стал использоваться уже только для внешней торговли. На монете был изображён профиль императрицы Марии Терезии (1740—1780), откуда и пошло название. Без изменения оформления и с указанием года смерти императрицы уже только в качестве торговой монеты талер Марии Терезии продолжали выпускать до середины XX века (в том числе по соглашению с Австрией другие страны). С 1751 по 2000 год было отчеканено около 389 млн экземпляров монеты, ставшей самой распространённой в Леванте и Северо-Восточной Африке. Из этих регионов её не смогли вытеснить ни песо, ни лёвендальдер, ни чеканившиеся специально для местных рынков торговые монеты других государств.
Название этой самой популярной монеты региона в XIX и первой половине XX века на амхарском языке — «быр» (ብር), что означает «серебро» (происходит от более древнего корня — «быть белым»). Бырами стали и все монеты типа талера местной чеканки.

## История выпуска
С 1885 по 1890 год Эритрея перешла под контроль Италии, окончательно став её колонией 1 января 1890 года.
С 1885 года итальянские власти выпускали банкноты, номиналы которых были указаны в лирах. В 1890 году в Риме и Милане для новой колонии были отчеканены эритрейские талеры (таллеро) — монеты близкие по содержанию серебра талерам Марии Терезии и призванные вытеснить последние из внутреннего обращения Эритреи. Их номинал был выражен в двух денежных единицах — лирах и талерах (талер равнялся 5 итальянским лирам).
Монета весила 28,125 г при содержании чистого серебра в 22,5 г. На лицевой стороне талера изображался погрудный портрет итальянского короля Умберто I (1878—1900), на оборотной — увенчанный короной орёл с савойским гербовым щитом на груди. В 1918 году дизайн монеты был изменён — орёл и погрудное изображение Италии в диадеме (итальянский талер). Чеканились также монеты достоинством в 50 чентезимо, 1 и 2 лиры (соответственно, 1⁄10, 1⁄5 и 2⁄5 талера). На них номиналы указывались в лирах, бырах (на амхарском) и риялах (так на арабском языке назывались монеты талерового типа).
1 июня 1936 года из трёх итальянских колоний — старых Эритреи и Сомали, а также новой Эфиопии — была образована Итальянская Восточная Африка. Её официальной валютой стала итальянская лира, но продолжали обращаться талеры Марии Терезии, подражания — абиссинский и эритрейский талеры, а также сомалийская лира. С 1938 года в обращении появилась выпущенная специально для региона лира Итальянской Восточной Африки, приравненная к лире итальянской. Банкноты, номинированные в абиссинских талерах и сомалийских лирах, были изъяты из обращения.
В 1940—1941 годах по мере перехода территории Итальянской Восточной Африки под контроль Великобритании вместо лиры на отвоёванных территориях вводился восточноафриканский шиллинг (приравнен к английскому шиллингу, то есть к 1⁄20 фунта стерлингов), а в Эфиопии в дополнение было возобновлено обращение эфиопского талера (талари, быра). Территория находились под протекторатом британской администрации до 1952 года. В период его действия, 23 июля 1945 года, был выпущен в обращение эфиопский доллар (быр), полностью заменивший восточноафриканский шиллинг и эфиопский талер в феврале 1946 года.
Монеты эритрейского талера были в последний раз отчеканены в 1941 году.

## Номиналы
Выпускались следующие монеты с обозначением номинала на нескольких языках (на итальянском — в лирах, талерах и чентезимо, на амхарском — в бырах, на арабском — в риялах):
- 5 лир — 1 талер;
- 2 лиры — 2⁄5 быра — 2⁄5 рияла;
- 1 лира — 1⁄5 быра — 1⁄5 рияла;
- 50 чентезимо — 1⁄10 быра — 1⁄10 рияла.